# Syngnathus watermeyeri
Espèce
Statut de conservation UICN

 CR B1ab(i,ii,iii); C2a(i) : 
En danger critique
Syngnathus watermeyeri est une espèce de poissons osseux de la famille des Syngnathidae, du genre Syngnathus. Endémique de certains estuaires de la province du Cap en Afrique du Sud, l'espèce est considérée comme en danger critique d'extinction par l'Union internationale pour la conservation de la nature qui l'a inscrite sur la liste des 100 espèces les plus menacées au monde en 2012.